# Confrérie Pictura

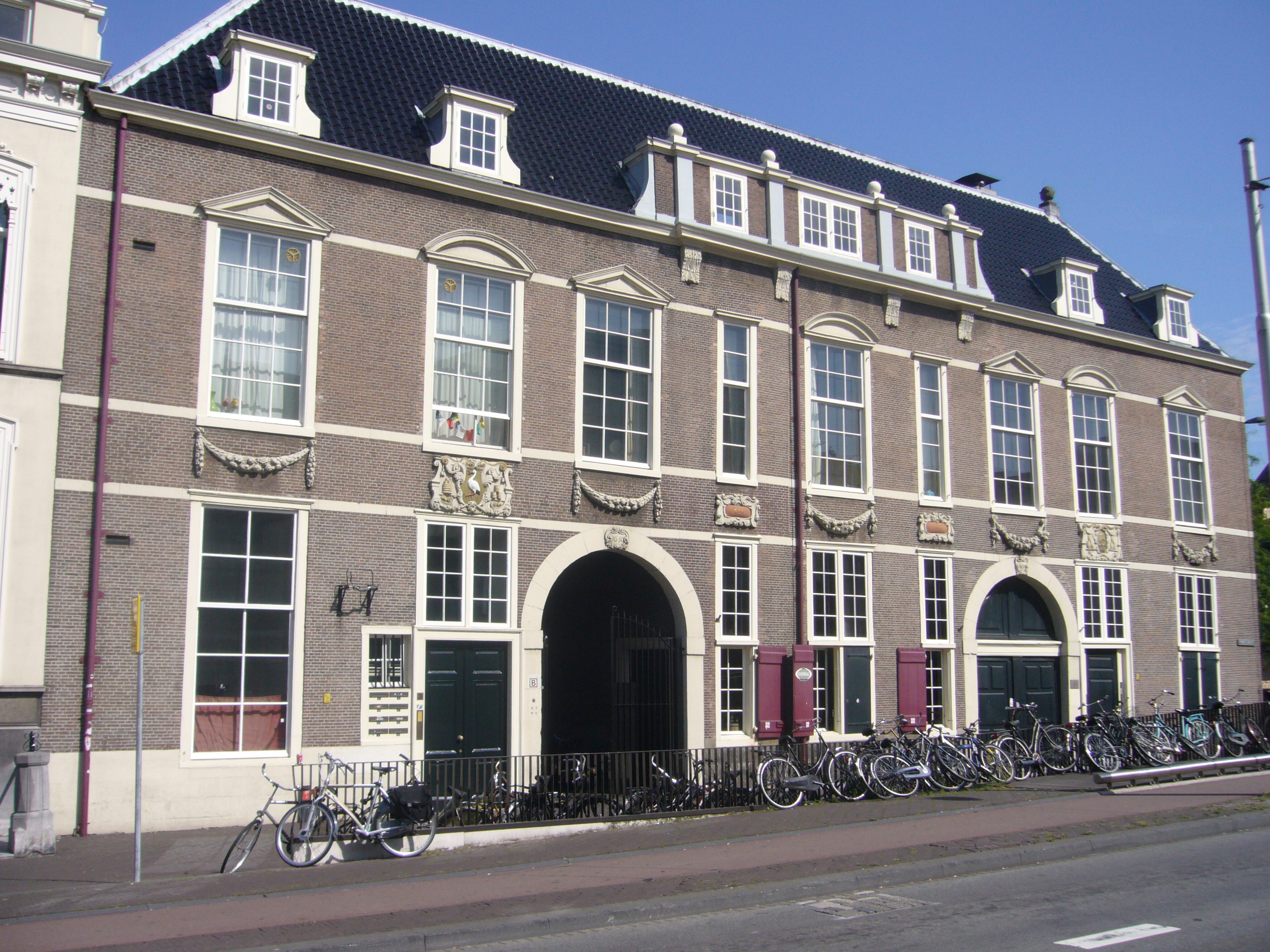
Die Boterwaag an der Prinsegracht in Den Haag. Der linke Teil war das ursprüngliche Gebäude von 1650 (mit dem Schwan über der Tür).

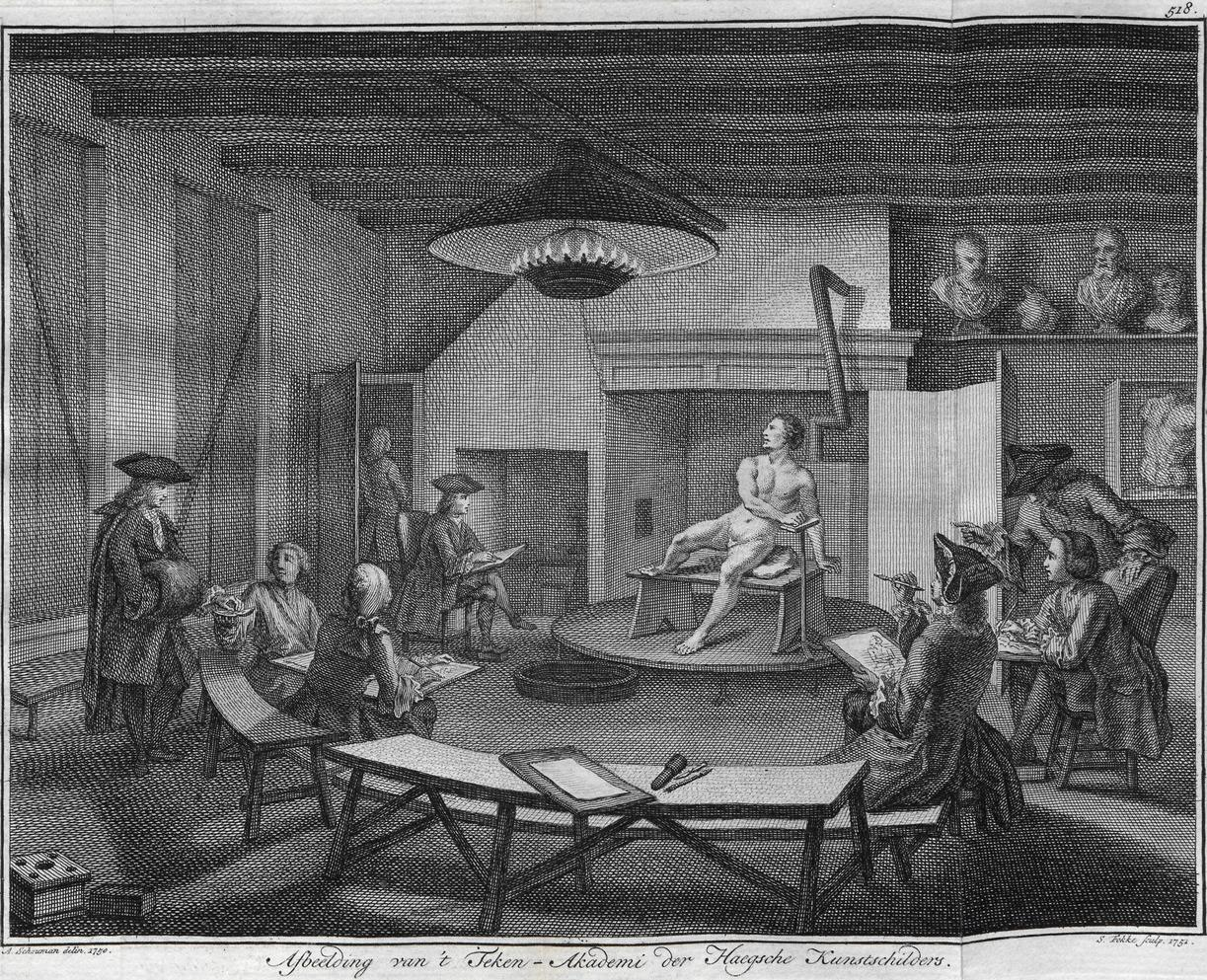
Die Haagsche Teekenacademie im Jahr 1751

Die Confrérie Pictura (Bruderschaft der Malerei) war eine niederländische Gilde des Goldenen Zeitalters. Sie wurde 1656 in Den Haag in der damaligen Republik der Sieben Vereinigten Niederlande, einer Vorläuferin der heutigen Niederlanden, gegründet.
Schon im 16. Jahrhundert ist eine Lukasgilde in Den Haag überliefert. 1656 spaltete sich von dieser die Confrérie Pictura ab, deren Gründer mit der Lukasgilde unzufrieden waren, da diese neben Malerhandwerkern und Lackierern auch Glasern, Graveuren, Goldschmieden, Druckern und Buchverkäufern, in manchen Städten sogar Sattlern offenstand. Sie hingegen hatten sich zum Ziel gesetzt, sich als professionelle Kunstmaler getrennt von den so genannten kladschilders (Klecksern, Pinslern) zu organisieren. Eine enorme Besonderheit der damaligen Zeit war es, dass sie auch den Bildhauern die Mitgliedschaft in der Gilde ermöglichten, denn erst 1678 war es Samuel van Hoogstraten, der in seiner Schrift „Inleyding tot de hooge schole der schilderconst“ (Einführung in die Hohe Kunst der Malerei) das geschwisterliche Verhältnis von Malerei und Bildhauerei in Holland vertrat.
Das Ziel der Confrérie Pictura war der Schutz der Kunstmaler und die Festigung ihrer Beziehungen untereinander. Bald war es für jeden Maler in Den Haag obligatorisch, der Confrerie beizutreten, da ihm andernfalls das Ausstellen seiner Werke verwehrt blieb. 
Die Gilde gab sich strenge Regeln, in denen Handels- und Verkaufsgrundsätze genauso festgehalten waren, wie die Verpflichtung, an Beerdigungen verstorbener Gildenbrüder teilzunehmen. Die Confrérie Pictura hatte eine Verfassung von 28 Regeln. Eine der wichtigsten Regeln war die Verpflichtung, eigene Arbeiten ständig im Versammlungsraum der Confrérie auszustellen. Sobald ein Werk verkauft war, musste es durch ein neues ersetzt werden.
Anfänglich trafen sich die Mitglieder im Gebäude der Den Haager Boterwaag an der Prinsegracht, dem damaligen Umschlagplatz für Butter. Später, in den 1680er Jahren, zog die Gilde in das Korenhuis um, dem Platz des Getreidehandels, ebenfalls an der Prinsegracht gelegen. Dort standen ihnen im Obergeschoss vier separate Räume zur Verfügung, von denen einer von der Haagsche Teekenacademie (Den Haager Zeichenakademie) benutzt wurde. Die Zeichenakademie war von fünf Gildenmitgliedern gegründet worden; sie war die Vorläuferin der Königlichen Akademie der bildenden Künste.